# Dangme ouest

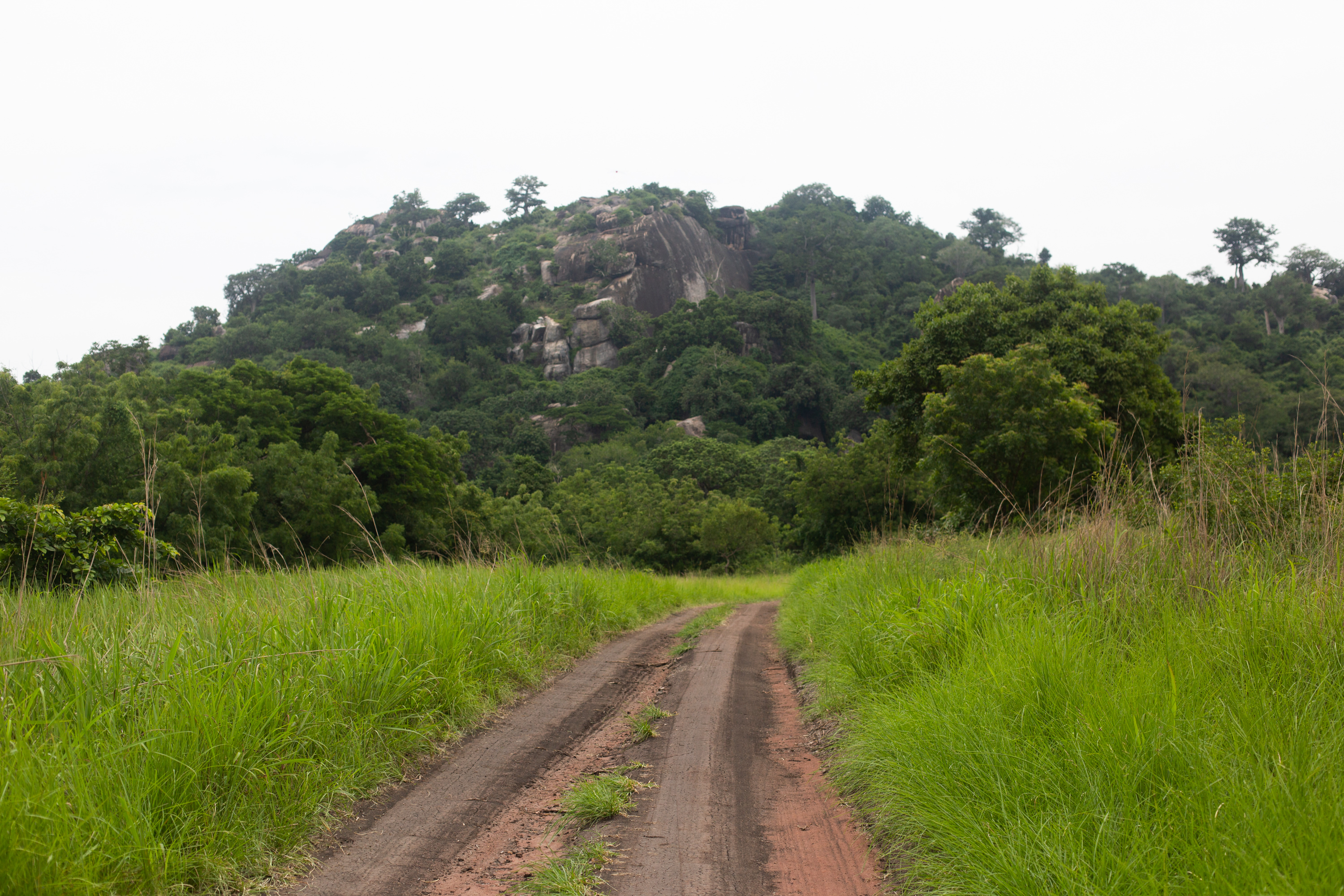
La colline Shia dans le Dangme ouest. Juin 2019.

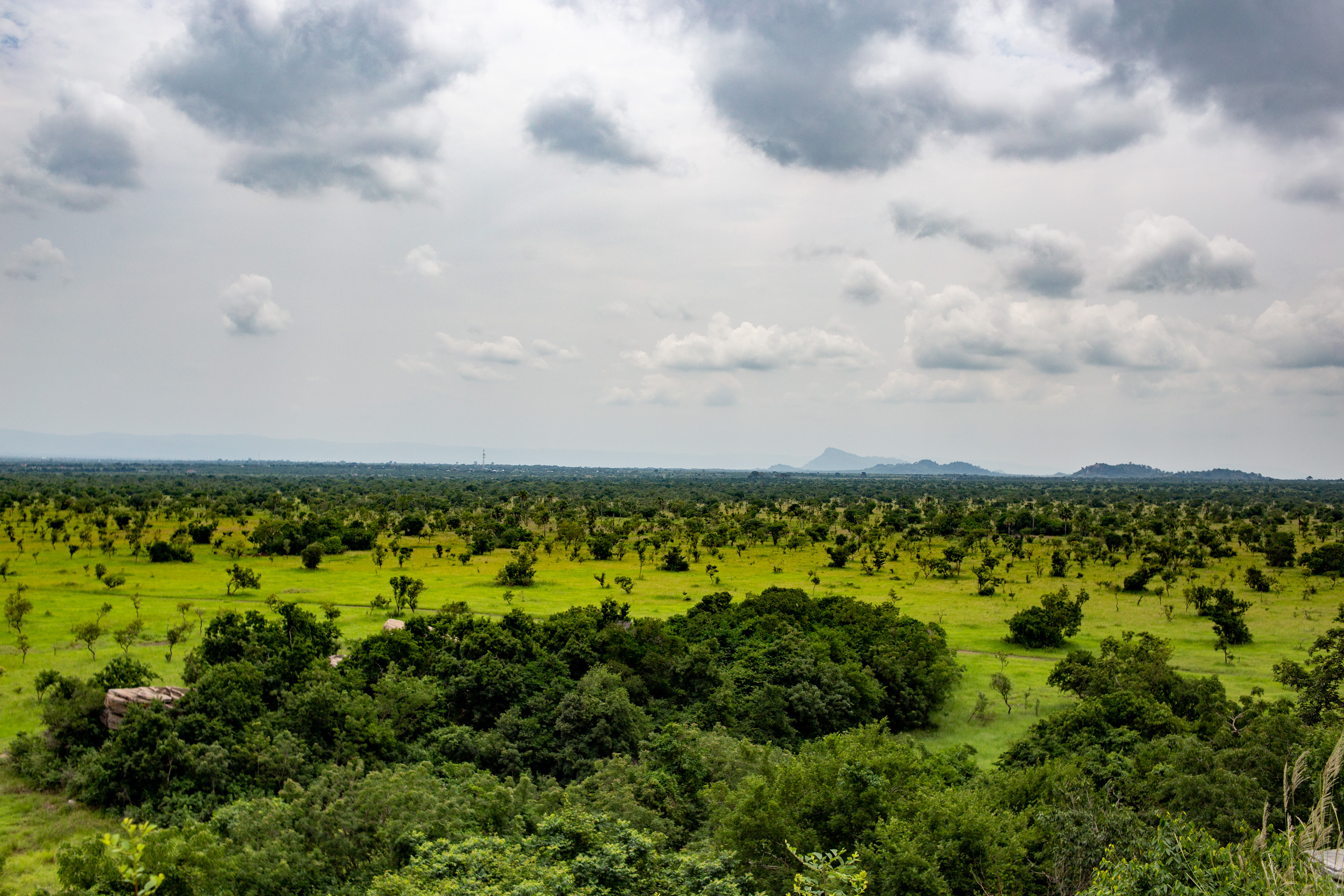
La vue sur le Dangme ouest depuis la colline Shia. Juin 2019.

Le district de Dangme ouest (officiellement Dangme West, en Anglais) est l’un des 10 districts de la Région du Grand Accra au Ghana.

## Villes et villages du district
| - Dodowa - Old Ningo - New Ningo - Afienya - Asutsuare - Dawhenya | - Lekpongunor - Ahwiam - Dorymu - Kodiabe - Mangochonya Agomeda - Ayikuma | - Asutsuare - Mataheko - Osuwem - Natriku - Ayetepa | - Dawa - Atrobinya - Agbekotsekpo - Volisvo - Natriku |

## Sources
- (en)
- (en) Site de Ghanadistricts